# Hansenomysis pseudofyllae
Hansenomysis pseudofyllae är en kräftdjursart som beskrevs av Lagardère 1983. Hansenomysis pseudofyllae ingår i släktet Hansenomysis och familjen Petalophthalmidae. Inga underarter finns listade i Catalogue of Life.